# Konrad Rittershausen
Konrad Rittershausen (1560 - 1613) est un éditeur, juriste et philologue allemand. 

## Biographie
Né à Brunswick, il est professeur de droit à Altdorf bei Nürnberg. Il donne une édition d'Oppien, avec une traduction latine (Leyde, 1597).
On a de son fils, Nicolaus Rittershausen[Information douteuse], 1597-1610 : Genealogia imperatorum, ducum, etc., orbis totius ab anno 1640 (Tubingue, 1664-84).

## Source
Marie-Nicolas Bouillet  et Alexis Chassang (dir.), « Rittershuys (Conrad) » dans Dictionnaire universel d’histoire et de géographie, 1878 (lire sur Wikisource)